# 20-й армейский корпус (вермахт)
20-й армейский корпус (нем. XX. Armeekorps), сформирован 17 октября 1940 года.

## Боевой путь корпуса
С 22 июня 1941 года участвовал в германо-советской войне в составе 9-й армии группы армий «Центр». В июне 1941 года успешно отразил советский контрудар в районе Гродно, в 20-х числах июля принял участие в Смоленском сражении. 27 июля штаб корпуса принял командование над дивизиями в районе Ельнинского выступа. Позже участвовал в окружении советских войск в районе Вязьмы и Московской битве.
В 1942 году — бои в районе Гжатска.
В 1943 — бои в районе Спас-Деменска, отступление в Белоруссию.
В 1944 — бои в Белоруссии, отступление в Польшу.
В 1945 — бои в Польше, затем в Германии, отступление на реку Эльба.

## Состав корпуса
В июне 1941:
- 129-я пехотная дивизия
- 162-я пехотная дивизия
- 256-я пехотная дивизия

В октябре 1941:
- 15-я пехотная дивизия
- 78-я пехотная дивизия
- 268-я пехотная дивизия
- 201-й батальон штурмовых орудий

В июне 1942:
- 183-я пехотная дивизия
- 255-я пехотная дивизия
- 258-я пехотная дивизия
- 293-я пехотная дивизия

В июле 1943:
- 45-я пехотная дивизия
- 137-я пехотная дивизия
- 251-я пехотная дивизия

В сентябре 1944:
- 5-я танковая дивизия
- 7-я пехотная дивизия
- 35-я пехотная дивизия
- 542-я пехотная дивизия

В марте 1945:
- 21-я пехотная дивизия (боевая группа)
- 102-я пехотная дивизия (боевая группа)
- 292-я пехотная дивизия (боевая группа)
- 558-я народно-гренадерская дивизия (боевая группа)

## Командиры корпуса
- С 17 октября 1940 — генерал пехоты Фридрих Матерна
- С 10 сентября 1942 — генерал артиллерии Рудольф фрайхерр фон Роман
- С 1 апреля 1945 — генерал кавалерии Карл-Эрик Кёлер